# Unità di misura cinesi

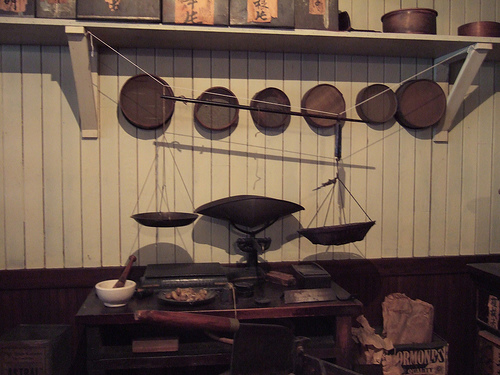
Insieme di strumenti di misura tradizionali cinesi.

Per unità di misura cinesi (in lingua cinese 市制S, shìzhìP, lett. "Sistema [di] mercato", anche 市用制S, shìyòngzhìP, lett. "Sistema d'uso mercantile", al tempo della Repubblica di Cina), s'intendono le unità di misura tradizionali dei cinesi di etnia Han. Sebbene il sistema di numerazione cinese sia un sistema numerico decimale, sin dai tempi della semi-mitica dinastia Shang (XVII–XI secolo a.C.), diverse misure siniche sono state basate su di un sistema numerico esadecimale.
Le applicazioni locali di tali misure sono state molteplici, mentre le varie dinastie della storia cinese hanno curato di tramandare le shìzhì ufficiali da loro applicate, di solito tramite specifici proclami ed editti che regolamentavano nuove unità di misura a discapito di quelle vecchie o comunque riportando le unità di misura della dinastia uscente nella storiografia ufficiale dinastica delle 二十四史S, Èrshísì ShǐP, lett. "Ventiquattro Storie". Similarmente, in ragione della vasta area d'influenza culturale e politica dell'Impero cinese, le unità di misura siniche influenzarono lo sviluppo delle unità di misura nelle culture limitrofe, come il Giappone e la Corea.
Nell'odierna Repubblica popolare cinese si mantengono ancora unità di misura consuetudinarie basate sulle shìzhì ma standardizzate per arrotondare i valori nel sistema metrico: ad esempio il comune 斤T, jīnP (catty in lingua inglese) è stato parificato a 500 grammi. Il nome cinese per la maggior parte delle unità metriche si basa su quello dell'unità tradizionale più vicina; quando potrebbe sorgere confusione, la parola 市T, shìP, lett. "Mercato" si usa per specificare l'unità tradizionale comune/pubblica, mentre 公T, gōngP viene utilizzata per il valore metrico. I nomi 釐T, 厘S, líP e 分S, fēnP per le unità piccole sono le stesse per lunghezza, area e massa; tuttavia, si riferiscono a tipi di misurazione diversi.
A Taiwan, come in Corea, le unità tradizionali cinesi sono state prima standardizzate alle unità di misura giapponesi (v.si esiti delle guerre sino-giapponesi di fine XIX–inizio XX secolo) e poi convertite al sistema metrico: per esempio, il ping taiwanese di circa 3,306 m2 basato sul ken2 nipponico. Hong Kong seguita invece ad utilizzare le sue unità tradizionali cinesi, ora definite legalmente sulla base di un'equazione locale con unità metriche: il catty di Hong Kong, differentemente da quello della Cina continentale, è pertanto equivalente a 604,78982 grammi.

## Storia

### Origini

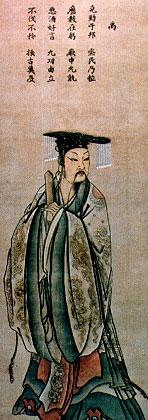
Yu il grande (seta dipinta del Museo nazionale della Cina), primo grande codificatore delle unità di misura tradizionali cinesi.

Le antiche fonti cinesi datano l'origine delle shìzhì al periodo mitico della storia sinica. Il 禮記T, 礼记S, LǐjìP, lett. "Libro dei riti", uno dei Cinque Classici del canone confuciano, riporta che fu il leggendario Huang Di a creare le prime unità di misura degli Han. Il dizionario cinese del III secolo a.C. 小爾雅T, 小尔雅S, Xiǎo ĚryǎP, Hsiao Erh-yaW e il 孔子家語T, 孔子家语S, Kǒngzǐ JiāyǔP, K'ung Tzu Chia YüW, lett. "Detti scolastici di Confucio" affermano che queste unità di misura furono derivate dal corpo umano: anche i cinesi utilizzavano infatti come unità di misura il pollice (zh. 寸T, cùnP, ts'un4W) ed il piede (zh. 尺S, chǐP), rapportati tra loro con la proporzione; 1 chǐ = 10 cùn ecc.
Secondo lo 史記T, ShǐjìP, lett. "Memorie storiche/di uno storico" degli studiosi di epoca Han Sima Tan (165–110 a.C.) e Sima Qian (145–86 a.C.), tale derivazione delle shìzhì dalle misure corporee avrebbe creato incoerenza e spinto, pertanto, Yu il Grande, un'altra figura leggendaria, primo re della mitica dinastia Xia (XII–XVII secolo a.C., oggi identificata con la Cultura di Erlitou dell'Età del bronzo cinese), a codificarle in maniera più strutturata e stabile. Tra i ritrovamenti archeologici si annoverano righelli con unità decimali rinvenuti nelle tombe della semi-mitica dinastia Shang (XVII–XI secolo a.C., principiata con la Cultura di Erligang sviluppatasi dalla Cultura di Erlitou).
Il semi-mitico sistema di misurazione degli Shang passò ai loro successori, la protostorica dinastia Zhou (XIII–III secolo a.C.), i cui usi il Lǐjì dovrebbe appunto descrivere. Il lungo regno degli Zhou fu marcato da una netta cesura tra una prima fase di apogeo, la c.d. dinastia Zhou occidentale (XIII secolo–771 a.C.), e la successiva, decadente dinastia Zhou orientale (771–256 a.C.) che non riuscì a contendere il potere della grande nobiltà, emancipatasi dal controllo centrale prima nel Periodo delle primavere e degli autunni (722–481 a.C.) e poi nell'ancor più caotico Periodo degli Stati Combattenti (481–221 a.C.). In questa fase di anarchia, ognuno degli stati emancipatisi dagli Zhou sviluppò e promosse le sue distinte unità di misura.
Per quanto riguarda la misurazione del tempo, anche il calendario cinese, come il calendario di altre culture antiche, vanta origini mitiche. Sempre lo Shǐjì riporta che fu l'Imperatore Yao, uno dei leggendari Tre augusti e cinque imperatori, a codificare per primo il calcolo e la divisione del tempo e delle stagioni. Tracce del 干支T, GanzhiP, lett. "Tronchi e rami", il ciclo di sessanta anni della astrologia cinese, è stato ritrovato su alcuni degli ossi oracolari (zh. 甲骨文T, jiǎgǔwenP), pezzi d'osso o di guscio usati nella divinazione reale (scapulomanzia) dalla media dinastia Shang alla dinastia Zhou occidentale. Le prime effettive tracce di un calendario cinese datano immediatamente dopo, al predetto Periodo delle primavere e degli autunni (722–481 a.C.) negli anni degli Zhou orientali.

### Età imperiale

#### Codifica del sistema di misure tradizionali
Tra gli Stati Combattenti, fu lo stato di Qin (attuale Shaanxi) ad emergere come potenza egemone e, sotto Qin Shi Huang (r. 247–221 a.C., poi Primo imperatore della Cina, r. 221–210 a.C.), ad unificare la Cina nel 221 a.C. (v.si Guerre di unificazione dello stato di Qin). La nuova, enorme compagine statale fu massicciamente centralizzata dalla neonata, seppur effimera, dinastia Qin (221–206 a.C.), caratterizzata da un'impronta filosofico-politica marcatamente legista, anche tramite una massiccia standardizzazione degli usi: moneta, unità di misura, scrittura, ecc. Si dovette, per esempio, ai Qin l'invenzione del picul, l'unità di misura della massa utilizzata in Asia come «tanto quanto un uomo può trasportare su un giogo da spalla», inizialmente reso con il sinogramma 石T, shiP, lett. "Pietra" e poi trasformato in 擔T, dànP (in yue. tam, da cui deriva il jp. tan (担?)).

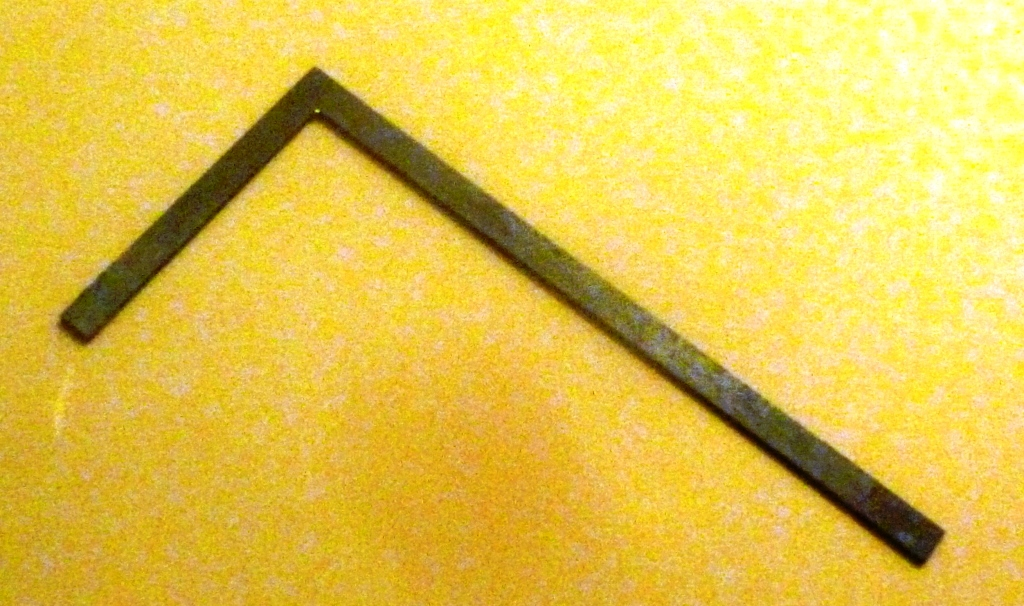
Squadra in bronzo della dinastia Han, rinvenuta nella contea di Zichang - Museo di storia dello Shaanxi.

La successiva, ben più longeva dinastia Han (206 a.C.–220 d.C.), mantenne le unità di misura standardizzate dai Qin e le documentò sistematicamente nella cronaca dinastica, il 漢書T, 汉书S, HànshūP, Ch'ien Han ShuW, lett. "Libro degli Han". Per esempio, in epoca Han il valore dello 石T, shiP Qin fu fissato in 120 斤T, jīnP. Sotto gli Han furono poi attivi i primi grandi storici cinesi, come i predetti Sima Tan e Sima Qian, che contribuirono a documentare le origini mitiche delle shìzhì.
Il lungo regno degli Han gettò anche le basi della vasta area d'influenza culturale e politica dell'Impero cinese, uno dei cui effetti fu la diffusione delle shìzhì presso altri popoli e culture di là dai confini del dominio Han. Questo processo si dipanò attraverso secoli di contatti e scambi: per esempio, il Giappone adottò il sistema di misura cinese tradizionale (v.si Unità di misura giapponesi) al tempo della dinastia Tang (618–901), sempre di etnia Han, sotto la quale la Cina visse una nuova età dell'oro dopo i secoli di torbidi ed anarchia seguiti al crollo della dinastia Han nel 220. La posizione dei Tang è particolarmente importante nella storia e nello sviluppo delle unità di misura cinesi non solo per le riforme apportatevi ma anche, appunto, per la profonda influenza che esercitò sulle compagini statali, sia estremorientali sia centro-asiatiche (v.si via della seta), a lei coeve. Non è precisamente chiaro quando le shìzhì passarono in uso in Corea ma la loro diffusione ivi può certamente dirsi attestato al tempo dei Tang (v.si Unità di misura coreane).

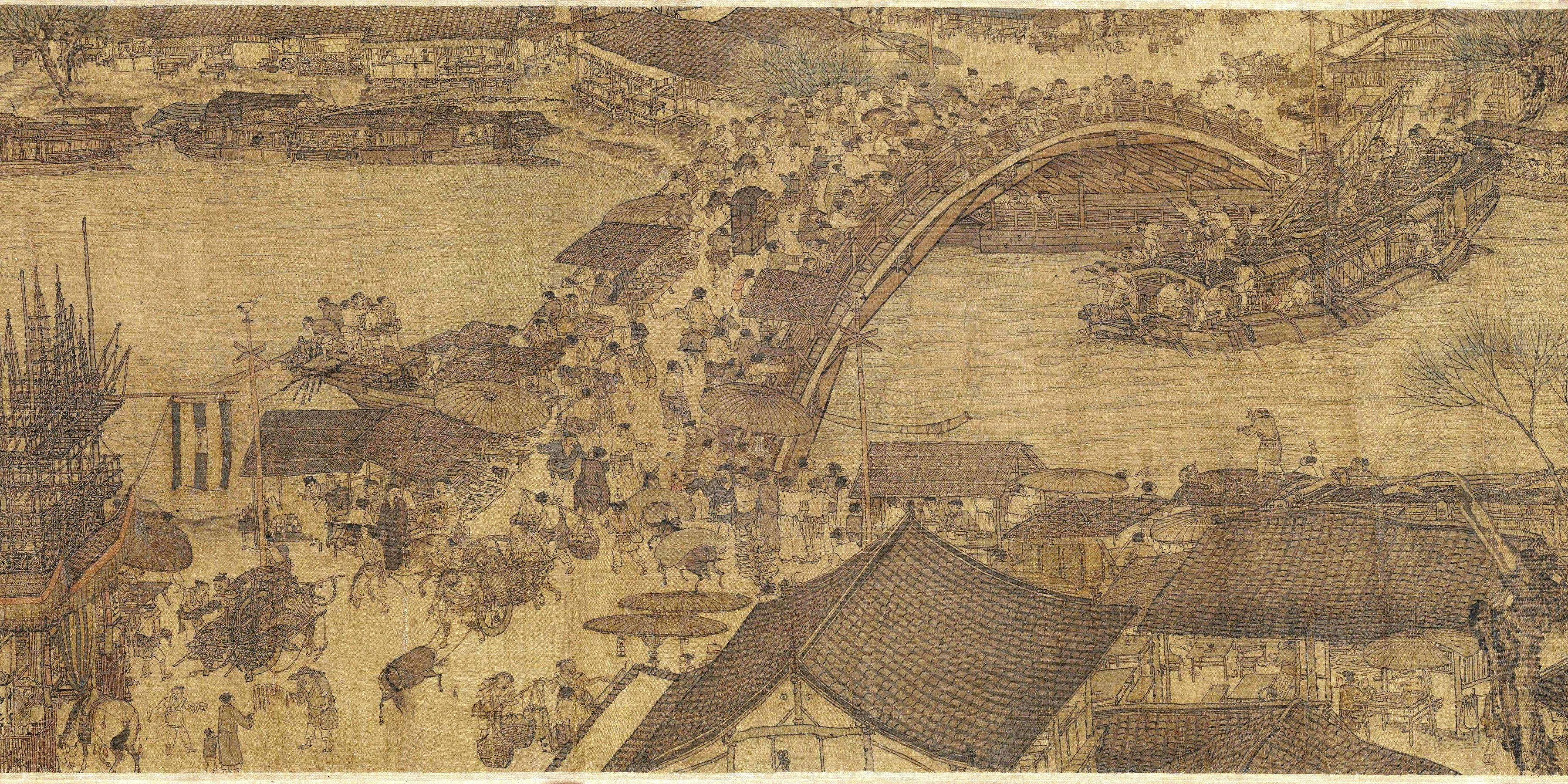
Ponte sul fiume gremito di folla, DETTAGLIO dal Lungo il fiume durante il Festival Qingming di Zhang Zeduan.

Parimenti, è abbastanza complesso risalire al momento preciso in cui apparvero in Cina unità di misura diverse, "barbare" agli occhi del sinocentrismo imperante nella Corte del Figlio del Cielo (zh. 天子T, TiānzǐP). La presenza di enclave straniere in Cina, ivi giunte per motivi commerciali, è sicuramente attestata al tempo della dinastia Song (960–1279), di etnia Han. Privi d'un solido e perdurante controllo sulla tratta terrestre della via della seta, i Song dovettero promuovere il commercio marittimo, ottenendone grandi benefici economici anche in ragione della parallela decadenza dell'impero Chola dell'India medievale, un tempo superpotenza marittima, permise ai marinai cinesi di aumentare la loro attività nei porti del Sud-est asiatico (dell'Oceano Indiano in generale), facendo della Cina uno dei vertici della rotta delle spezie. La vivace città portuale di Quanzhou, riannessa all'Impero nel 978, divenne allora lo scalo obbligato d'una pletora di stranieri (arabi musulmani, persiani, egiziani, indiani indù, ebrei mediorientali, cristiani nestoriani del Vicino Oriente, ecc.) spesso in posizioni preminenti nell'industria dell'importazione e dell'esportazione tanto da spingere i Song (1087) ad istituirvi lo 市舶司T, ShibosiP, lett. "Ufficio [del] Sovrintendente Commerciale" deputato alla gestione degli affari marittimi e delle transazioni commerciali con i barbari e, di riflesso, con i loro sistemi di misura. Fu presumibilmente in questo contesto di relazioni sempre più fitte con gli austronesiani dell'Insuliandia che lo 石T, shiP/擔T, dànP ed il suo sottomultiplo 斤T, jīnP si diffusero nell'Arcipelago divenendovi il pikul e il kati malesi che gli anglo-olandesi avrebbero chiamato picul e catty in epoca coloniale, secoli dopo.
Gli strumenti astronomici mostrano pochi cambiamenti nella lunghezza del 尺S, chǐP durante l'età imperiale, poiché la misurazione del tempo, in accordo ad un calendario definito già in epoca pre-imperiale, doveva essere coerente. Fu solo con l’introduzione delle unità decimali al tempo della dinastia Ming (1368–1644), di etnia Han, che il sistema tradizionale fu rivisto. Ciò si dovette alle missioni gesuite in Cina del XVI e XVII secolo che importarono nel Celeste Impero l'astronomia occidentale, a quel tempo interessata dalla sua propria rivoluzione, in Cina (v.si processo a Galileo e rivoluzione copernicana).

#### Il confronto con gli Occidentali

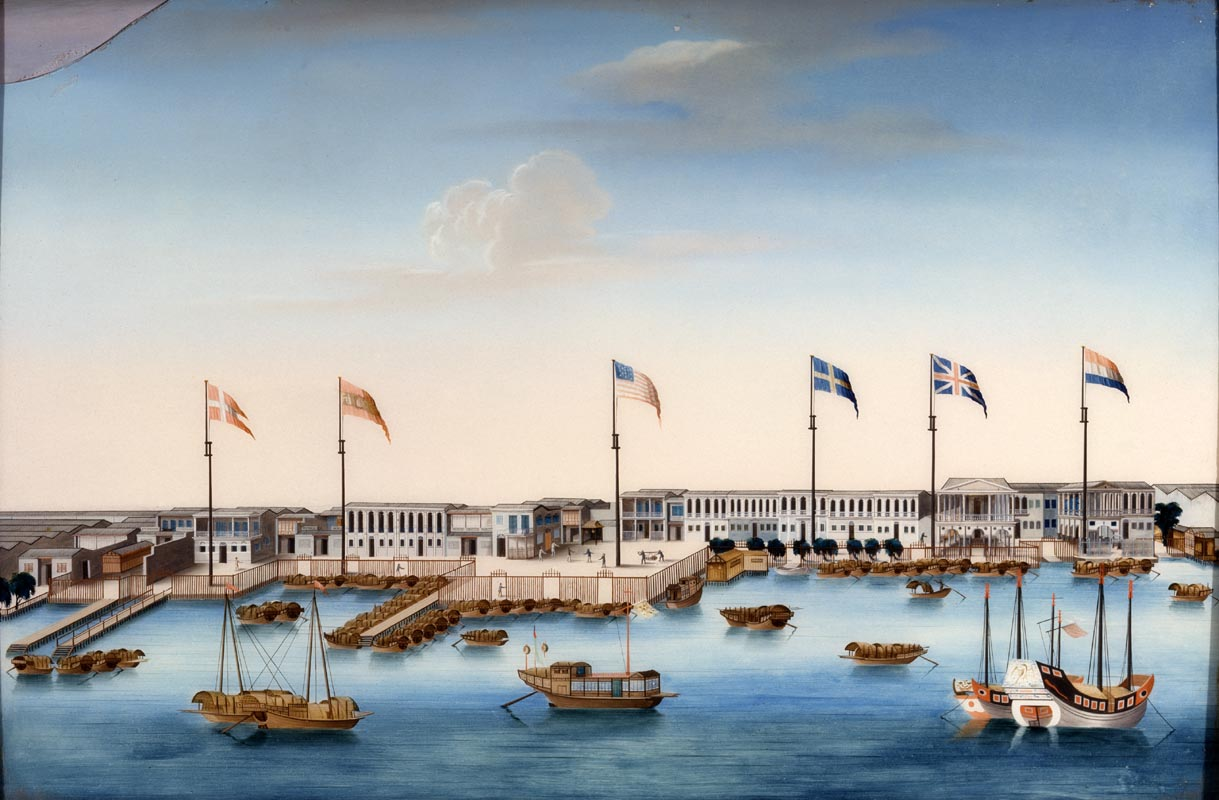
Le Tredici fattorie di Canton, dipinto (c. 1805).
Si riconoscono le bandiere di Danimarca, Spagna, Stati Uniti, Svezia, Gran Bretagna e Paesi Bassi.

Durante il XVIII secolo, gli Europei si espansero gradualmente in tutto il mondo, svilupparono economie basate sul commercio marittimo, sul colonialismo e sui progressi tecnologici. La presenza europea in India e Indonesia, cominciata con delle semplici fattorie, assunse la forma d'una occupazione territoriale stabile, costringendo la Cina, ora retta dalla dinastia Qing (1636–1912), di etnia Manciù, l'ultima delle dinastie imperiali cinesi, a confrontarsi con nuovi vicini. Sotto l'imperatore Qing Qianlong (r. 1735–1796), quando la Cina raggiunse l'apice del suo potere in un'Asia ormai sinocentrica, fu istituito il c.d. "Sistema di Canton" (1756) che limitò il commercio marittimo a quella metropoli portuale (l'attuale Guangzhou) e concesse diritti commerciali monopolistici ai commercianti cinesi privati che intrattenevano relazioni con gli emissari delle Compagnie commerciali privilegiate europee quali ad es. la Compagnia britannica delle Indie orientali (c.d. "EIC") o la Compagnia olandese delle Indie orientali (c.d. "VOC") che a loro volta operavano con diritti di monopolio similari loro concessi dai rispettivi governi. La gestione dei rapporti prettamente commerciali con gli occidentali fu affidata all'Amministratore delle dogane (zh. 粵海關部T, 粤海关部S, Yuèhǎi GuānbùP) che a sua volta s'affidava ad una corporazione d'intermediari cinesi, il Cohong (zh. 公行T, 公行S, Gōng Háng/Ke HángP, lett. "Commercio pubblico"). Il sistema riscosse un iniziale, grande successo e nel successivo «secolo cinese» di commercio globale (1750–1850 la città di Canton, sede delle prime enclave europee stabili nell'Impero, le c.d. "Tredici fattorie", divenne il primo banco di confronto tra le shìzhì ed i sistemi di misurazione occidentali, anzitutto il sistema imperiale britannico, con conseguente sviluppo, ivi, delle prime forme di misure parificate come il candarino.
Gli sconvolgimenti sociali, economici e politici, avviatisi nella seconda metà del XIX secolo, che portarono, al principio del XX secolo, al collasso dei Qing smembrarono l'antico impero in diverse compagini statali che dovettero poi, singolarmente, farsi carico della revisione delle shìzhì imperiali.

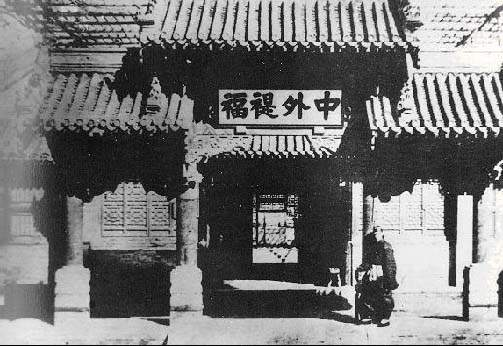
Ingresso principale dello Zongli Yamen.

Il Sistema di Canton restò in uso sino alla Prima guerra dell'oppio (1839–1842) chiusa dal Trattato di Nanchino (1842), il primo dei c.d. "Trattati ineguali" che avrebbero afflitto la Cina a vantaggio delle potenze straniere sino alla prima metà del XX secolo. L'accordo di Nanchino tra i Qing e l'Impero britannico, poi ripreso ed ampliato dai Trattati di Tientsin (1858) e dalla Convenzione di Pechino (1860), coinvolgente anche l'Impero russo, gli Stati Uniti d'America, il Secondo impero francese, che chiuse la Seconda guerra dell'oppio (1856–1860), disegnò un nuovo quadro per le relazioni estere ed il commercio estero della Cina, protrattosi per quasi un secolo, e segnò l’inizio di quello che successivamente i nazionalisti cinesi chiamarono il "Secolo dell'umiliazione" (1839–1949). Contestualmente, una serie apparentemente ininterrotta di rivolte della portata di vere e proprie guerre civili, su tutte la sanguinosa Rivolta dei Taiping (1850–1864), debilitarono internazionalmente l'immagine della Cina come superpotenza. Per la gestione dei rapporti commerciali, ora spesso svantaggiosi, con gli Europei la cui presenza sul suolo cinese ora era fissa in diverse altre località al di fuori di Canton (es. la colonia britannica di Hong Kong), la dinastia Qing ricorse infatti nuovamente alla creazione di un ufficio preposto che s'interpose tra la Corte e gli interlocutori stranieri, lo Zongli Yamen (zh. 總理衙門T, 总理衙门S, Zǒnglǐ YáménP, Tsung3-li3 Ya2-men2W) che divenne, de facto, un moderno Ministero degli Esteri. Fu in questo contesto che la necessità di un allineamento standard tra le shìzhì e le unità di misura utilizzate dagli stranieri divenne pressante: ad Hong Konh, per esempio, il governo coloniale promulgò ordinanze di allineamento tra le misure siniche e quelle britanniche nel 1844 e nel 1885.
La creazione dello Zongli Yamen fu una delle tante riforme politico-amministrativo-industriali che l'ala riformatrice della Corte Qing, supportata da parte del establishment politico-militare, varò nel corso del c.d. "Movimento di auto-rafforzamento" (zh. 自強運動T, 自强运动S, zìqiáng yùndòngP, c. 1861–1895) nel tentativo di arginare il collasso dell'Impero celeste come superpotenza. La Guerra franco-cinese del 1874–1875 e, soprattutto, la Prima guerra sino-giapponese del 1894–1895, di esito disastroso per i Qing, precipitarono però la Cina in una spirale di vorticoso declino socio-politico a vantaggio delle potenze che le subentrarono nel suo tradizionale areale geopolitico: i Britannici aveva occupato Burma nel 1826; il Giappone, che aveva formalmente annesso Okinawa (ex Regno delle Regno delle Ryūkyū) nel 1874, occupò la Corea e l'isola di Formosa (Taiwan) nel 1894; ecc. Fu in questo periodo che Taiwan e la Corea standardizzarono le shìzhì alle shaku–kan-hō (尺貫法?, shakkanhō, lett. "sistema shaku–kan").

### XX secolo
Nella Cina continentale, l'ammodernamento del sistema di misurazione fu principiato dalla Repubblica di Cina (1912-1949), subentrata all'ormai destituita dinastia Qing. Il 7 gennaio 1915, il governo Beiyang (1912–1928) promulgò una legge di misurazione per utilizzare non solo il sistema metrico come standard ma anche un insieme di misurazioni tradizionali cinesi basate sulle shìzhì Qing. Il passo successivo fu orchestrato dal governo nazionalista (1925–1948) che, il 16 febbraio 1929, adottò e promulgò la Legge sui pesi e le misure per adottare il sistema metrico come standard ufficiale e per limitare le nuove unità di misura cinesi (zh. 市用制S, shìyòngzhìP, lett. "Sistema d'uso mercantile") alle vendite e al commercio tra privati nell'articolo 11, in vigore dal 1° gennaio 1930. Le shìyòngzhì si basano su valori metrici arrotondati.
Il governo della Repubblica Popolare Cinese, subentrata al Governo nazionalista dopo la Guerra civile cinese (1927–1937 e 1946–1950), ha continuato a utilizzare le shìzhì congiuntamente al sistema metrico, come decretato dal Consiglio di Stato della Repubblica Popolare Cinese il 25 giugno 1959, seppur con alcune specifiche: anzitutto, 1 jīn venne parificato a 500 grammi e suddiviso in 10 tael, non più 16, con però la possibilità di conversione da provincia a provincia; e i farmaci tradizionali cinesi da prescrizione furono comunque esentati dalla conversione per evitare errori. Nel 1977, la Cina aderì alla Convention du Mètre. Il 27 febbraio 1984, il Consiglio di Stato decretò che le shìzhì sarebbero rimaste in suo fino alla fine del 1990, fissando a quella data l'obbligo di transizione alle misure legali nazionali, esentando però le misurazioni agricole fino a ulteriori indagini e studi.
Nello stato a riconoscimento limitato di Taiwan, tornata alla Cina nel 1945 a seguito della sconfitta del Giappone nella Seconda guerra mondiale (1939–1945) e sede del transfuga governo nazionalista cinese, sconfitto nella Guerra civile cinese, dal 1949, il passaggio al sistema metrico è stato mediato dal sistema nipponico imposto a fine Ottocento, motivo per cui il ping taiwanese, basato sul ken2, equivale a 3,306 m2.
Nel 1976, l'Ordinanza sulla metrica di Hong Kong, allora ancora parte dell'Impero britannico (ne uscì nel 1997) ed oggi regione amministrativa speciale della Cina, ha consentito una graduale sostituzione del sistema a favore del sistema metrico del Sistema internazionale di unità di misura ("SI"). L'Ordinanza sui pesi e le misure definisce il rapporto tra le unità metriche, britanniche e cinesi. A partire dal 2012, tutti e tre i sistemi sono legali per il commercio e ampiamente utilizzati. Il catty di Hong Kong, differentemente da quello della Cina continentale, è pertanto equivalente a 604,78982 grammi.
Il 24 agosto 1992, Macao, allora ancora parte dell'Impero portoghese (ne uscì nel 1999) ed oggi regione amministrativa speciale della Cina, regolamentò tramite la Legge n. 14/92/M il processo di passaggio al SI: per i primi cinque anni dall'entrata in vigore della legge (1° gennaio 1993), si autorizzò il persistere delle shìzhì, similari a quelle di Hong Kong, unitamente alle unità di misura britanniche e alle unità consuetudinarie statunitensi, purché rapportate alle SI; nel triennio successivo, le vecchie unità (cinesi, britanniche e statunitensi) furono concesse come secondarie rispetto alle SI.

## Storiografia
La sopraccennata complessità ed eterogeneità delle shìzhì nella storia della Cina ne rende la relativa bibliografia sia vasta sia soggetta a capillare evoluzione in ragione del progredire degli studi archeologici. Laddove infatti le informazioni sulle unità di misure del tardo periodo Qing sono ben attestate da più fonti, anche occidentali (data per esempio al 1834, cioè prima dello scoppio della Prima guerra dell'oppio, la 1. edizione della A Chinese commercial guide con accluse tabelle relative a pesi, misure, ecc. di John Robert Morrison - v.si Bibliografia), sino a tutti gli Anni 1980 il testo di riferimento per lo studio della storia delle shìzhì fu lo 中國度量衡史S, Zhōngguó Dùliànghéng ShǐP, lett. "Storia delle unità di misure cinesi" di Wu Chenglou del 1937 (3. edizione pubblicata nel 1993), opera il cui non trascurabile limite era basare i suoi dati principalmente sui resoconti letterari sopravvissuti. Le ricerche più recenti hanno posto maggiore enfasi sulle scoperte archeologiche, riassunte nella 中国古代计量史图鉴S, Zhōngguó Gǔdài Jìliàng Shǐ TújiànP, lett. "Storia concisa delle antiche misure e pesi cinesi" del 2005 di Qiu Guangming e Zhang Yanming (opera bilingue cinese-inglese). Una bibliografia relativamente recente e completa, organizzata per periodo storico, si trova in Cao et al. 2015, mentre, per un elenco più breve, si rimanda alla Chinese History del 2000 di Wilkinson.

## Unità di misura cinesi imperiali

### Lunghezza

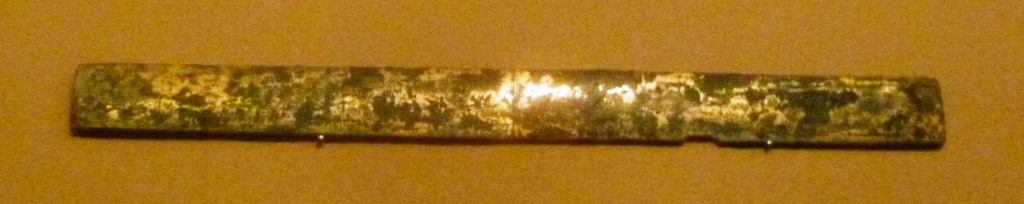
Righello in bronzo dorato della dinastia Han - Hanzhon (pubblicato =.

Le unità di lunghezza tradizionali includono 尺S, chǐP, 步S, bùP e 里S, lǐP. La lunghezza precisa di queste unità e i loro rapporti variarono nel corso del tempo: per esempio, 1 bù è costituito da 5 o 6 chǐ, mentre 1 lǐ è costituito da 300 o 360 bù.
Lo 丈T, zhàngP, concettualmente equivalente a 10 尺S, chǐP, era invece il tradizionale valore per la campata nell'architettura cinese ma la sua effettiva lunghezza variava sistematicamente anche all'interno del medesimo edificio/progetto edilizio in ragione di rapporti dimensionali subordinati a precisi valori/concetti gerarchico filosofici.
| Dinastia                             | 尺S, chǐP     | 步S, bùP      | 步S, bùP | 里S, lǐP             | 里S, lǐP      |
| Dinastia                             | 尺S, chǐP     | = 5 chǐ       | = 6 chǐ  | = 300 bù             | = 360 bù      |
| ------------------------------------ | ------------- | ------------- | -------- | -------------------- | ------------- |
| Shang (ca. 1600 – ca. 1045 a.C.)     | 0.1675        |               | 1.0050   | 301.50               |               |
| Shang (ca. 1600 – ca. 1045 a.C.)     | 0.1690        |               | 1.0140   | 304.20               |               |
| Zhou occidentale (ca. 1045–771 a.C.) | 0.1990        |               | 1.1940   | 358.20               |               |
| Zhou orientale (ca. 771–256 a.C.)    | 0.2200        |               | 1.3200   | 396.00               |               |
| Zhou orientale (ca. 771–256 a.C.)    | 0.2270        |               | 1.3620   | 408.60               |               |
| Zhou orientale (ca. 771–256 a.C.)    | 0.2310        |               | 1.3860   | 415.80               |               |
| Qin (ca. 221–206 a.C.)               | 0.2260        |               | 1.3560   | 406.80 415.80        |               |
| Han (ca. 202 BC–9 d.C.; 25–220 d.C.) | 0.2300        |               | 1.3800   | 414.00               |               |
| Han (ca. 202 BC–9 d.C.; 25–220 d.C.) | 0.2381        |               | 1.4286   | 415.80 415.80 428.58 |               |
| Wei e Sui (ca. 220–266; 581–618)     | 0.2550        |               | 1.5300   | 459.00               |               |
| Tang (ca. 618–690; 705–907)          | 0.2465        | 1.2325        |          | 369.75               | 443.70        |
| Tang (ca. 618–690; 705–907)          | 0.2955        | 1.4775        |          | 443.25               | 531.90        |
| Song (ca. 960–1279)                  | 0.2700        | 1.3500        |          | 405.00               | 486.00        |
| Song settentrionali (ca. 960–1127)   | 0.3080        | 1.5400        |          | 462.00               | 554.40        |
| Ming (ca. 1368–1644)                 | 0.3008–0.3190 | 1.5040–1.5950 |          | 451.20–478.50        | 541.44–574.20 |
| Qing (ca. 1636–1912)                 | 0.3080–0.3352 | 1.5400–1.6760 |          | 462.00–503.89        | 554.40–603.46 |

### Massa
| Pinyin | Sinogramma | Rapporto       | Raffronto al SI (g) |
| ------ | ---------- | -------------- | ------------------- |
| zhu    | 朱T o 銖T  | 100 黍T, shuP  | 0.65g               |
| liǎng  | 兩T, 两S   | 24 铢T, zhuP   | 15.625g o 15.8g     |
| jīn    | 斤T        | 16 两S, liǎngP | 250g                |
| jun    | 鈞 匀      | 30 斤T, jīnP   | 7500g               |
| dàn    | 石T o 䄷T  | 120 斤T, jīnP  | 30000g              |

| Dinastia                                  | Rapporti interni                                                                                              | Raffronto al SI (g) |
| ----------------------------------------- | --- | --- |
| Qin (ca. 221–206 a.C.)                    | 1 石T, dànP＝4 匀T, junP；1 匀T, junP＝30 斤T, jīnP；1 斤T, jīnP＝16 兩T, liǎngP；1 兩T, liǎngP＝24 朱T, zhuP | 1 石T, dànP＝30360g；匀T, junP＝7590g；1 斤T, jīnP＝253g；1 兩T, liǎngP＝15.8g；1 朱T, zhuP＝0.66g                                          |
| Han (ca. 202 BC–9 d.C.; 25–220 d.C.)      | Invariato | Han occidentali：1石＝29760；1鈞＝7440；1斤＝248；1兩＝15.5；1銖＝0.65 Han orientali：1石＝26400；1鈞＝6600；1斤＝220；1兩＝13.8；1銖＝0.57 |
| Tre Regni (220–280)                       | Invariato | 1石＝26400；1鈞＝6600；1斤＝220；1兩＝13.8；1銖＝0.57                                                                                       |
| Jin (265–420)                             | Invariato | 1石＝26400；1鈞＝6600；1斤＝220；1兩＝13.8；1銖＝0.57                                                                                       |
| Dinastie del Nord e del Sud (420–589)     | Invariato | Qi meridionali：1斤＝330；Liang e Chen：1斤＝220； Wei settentrionali e Qi settentrionali：1斤＝440；Zhou settentrionali：1斤＝660          |
| Sui (581–680)                             | Invariato | grande (大)：1石＝79320；1鈞＝19830；1斤＝661；1兩＝41.3 piccolo (小)：1石＝26400；1鈞＝6600；1斤＝220；1兩＝13.8                           |
| Tang (ca. 618–690; 705–907)               | 1石＝4匀；1匀＝30斤；1斤＝16兩；1兩＝10錢T, qiánP；1錢T, qiánP＝10 分T, fēnP                                  | 1石＝79320；1斤＝661；1兩＝41.3；1錢＝4.13；1分＝0.41                                                                                       |
| Song (ca. 960–1279) e Yuan (1271–1368)    | 1石＝120斤；1斤＝16兩；1兩＝10錢；1錢＝10分                                                                   | 1石＝75960；1斤＝633；1兩＝40；1錢＝4；1分＝0.4                                                                                             |
| Ming (ca. 1368–1644) Qing (ca. 1636–1912) | Invariato | 1石＝70800；1斤＝590；1兩＝36.9；1錢＝3.69；1分＝0.37                                                                                       |

## Unità di misura cinesi post-imperiali
Si precisa che:
- tutti i "valori metrici" indicati nelle tabelle sono esatti, salvo diversamente specificato dal segno di approssimazione "~".
- alcune unità sono elencate anche in Elenco dei classificatori cinesi → Unità di misura.

### Lunghezza

#### Unità di lunghezza cinesi in vigore dal 1915
| Pinyin | Sinogramma | Valore relativo | Valore metrico | Valore britannico | Note                                                                           |
| ------ | ---------- | --------------- | -------------- | ----------------- | ------------------------------------------------------------------------------ |
| háo    | 毫         | 1⁄10000         | 32 μm          | 0,00126 in        | Millesimo di pollice cinese.                                                   |
| lí     | 釐T, 厘S   | 1⁄1000          | 0.32 mm        | 0.0126 in         | Calibro cinese, da non confondere con il 里T, lǐP nel seguito.                 |
| fēn    | 分S        | 1⁄100           | 3.2 mm         | 0.126 in          | Linea cinese.                                                                  |
| cùn    | 寸S        | 1⁄10            | 32 mm          | 1.26 in           | Pollice (in) cinese, d'ampio uso in agopuntura e medicina tradizionale cinese. |
| chǐ    | 尺S        | 1               | 0.32 m         | 12.6 in           | Piede (ft) cinese.                                                             |
| bù     | 步S        | 5               | 1.6 m          | 5.2 ft            | Passo cinese.                                                                  |
| zhàng  | 丈S        | 10              | 3.2 m          | 3.50 yd           | Iarda (yd) cinese.                                                             |
| yǐn    | 引S        | 100             | 32 m           | 35.0 yd           | Catena cinese.                                                                 |
| lǐ     | 里S        | 1800            | 576 m          | 630 yd            | Miglio cinese, da non confondere con il 釐T, 厘S, líP di cui sopra.            |

#### Unità di lunghezza cinesi in vigore nel 1930
| Pinyin    | Sinogramma | Valore relativo | Valore metrico | Valore britannico | Note                                                                |
| --------- | ---------- | --------------- | -------------- | ----------------- | ------------------------------------------------------------------- |
| háo       | 毫S        | 1⁄10 000        | 331⁄3 μm       | 0,00131 in        | Millesimo di pollice cinese                                         |
| lí        | 釐T, 厘S   | 1⁄1000          | 1⁄3 mm         | 0.0131 in         | Calibro cinese, da non confondere con il 里T, lǐP nel seguito.      |
| shì fēn   | 市分S      | 1⁄100           | 31⁄3 mm        | 0.1312 in         | Linea cinese                                                        |
| shì cùn   | 市寸S      | 1⁄10            | 31⁄3 cm        | 1.312 in          | Pollice (in) cinese                                                 |
| shì chǐ   | 市尺S      | 1               | 331⁄3 cm       | 13.12 in          | Piede (ft) cinese                                                   |
| shì zhàng | 市丈S      | 10              | 31⁄3 m         | 3.645 yd          | Iarda (yd) cinese                                                   |
| yǐn       | 引S        | 100             | 331⁄3 m        | 36.45 yd          | Catena cinese                                                       |
| shìlǐ     | 市里S      | 1500            | 500 m          | 546.8 yd          | Miglio cinese, da non confondere con il 釐T, 厘S, líP di cui sopra. |

#### Unità di lunghezza metrica

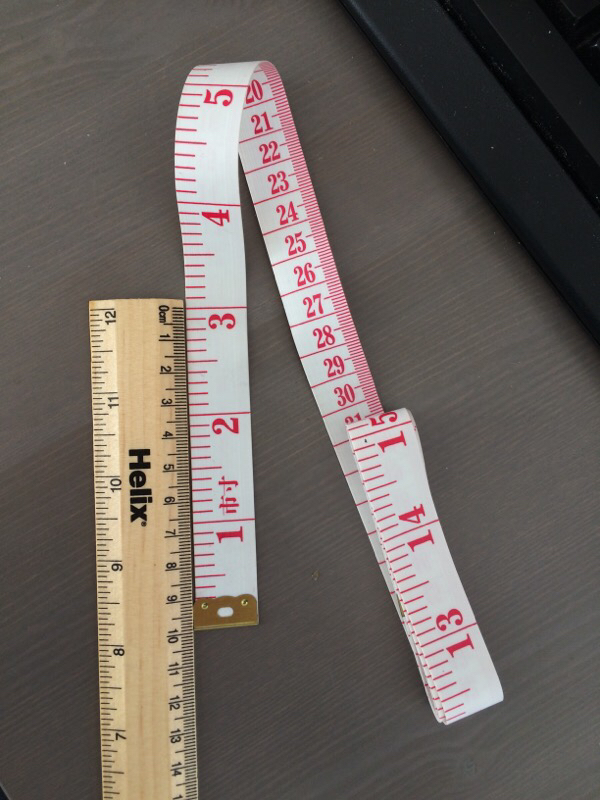
.

La parola cinese per metro è 米S, mǐP e può essere resa con i prefissi del sistema internazionale cinesi: "kilo-", "centi-", ecc. Un chilometro, tuttavia, può anche essere chiamato 公里S, gōnglǐP rifacendosi alla vecchia unità lǐ.
Nel campo dell'ingegneria, le unità tradizionali vengono arrotondate alle unità metriche: ad esempio, la parola cinese 絲T, 丝S, sīP è utilizzata per 0,01 mm.
| Pinyin     | Sinogramma | Valore relativo | Valore metrico | Valore britannico | Note                           |
| ---------- | ---------- | --------------- | -------------- | ----------------- | ------------------------------ |
| hū         | 忽T        | 1⁄1000000       | 1 μm           |                   | Nome autorizzato: 微米S        |
| sī         | 絲T, 丝S   | 1⁄100000        | 10 μm          |                   | Nome autorizzato: 忽米S        |
| háo        | 毫T        | 1⁄10000         | 100 μm         |                   | Nome autorizzato: 絲米T, 丝米S |
| lí         | 釐T, 厘S   | 1⁄1000          | 1 mm           |                   | Nome autorizzato: 毫米S        |
| gōng fēn   | 公分T      | 1⁄100           | 10 mm          |                   | Nome autorizzato: 釐米T, 厘米S |
| gōng cùn   | 公寸T      | 1⁄10            | 100 mm         |                   | Nome autorizzato: 分米S        |
| gōng chǐ   | 公尺T      | 1               | 1 m            |                   | Nome autorizzato: 米S          |
| gōng zhàng | 公丈T      | 10              | 10 m           |                   | Nome autorizzato: 十米S        |
| gōng yǐn   | 公引T      | 100             | 100 m          |                   | Nome autorizzato: 百米S        |
| gōng lǐ    | 公里T      | 1000            | 1000 m         |                   |                                |

#### Unità di lunghezza di Hong Kong e Macao
| Jyutping | Carattere | Inglese | Portoghese | Valore relativo | Valore metrico | Valore imperiale | Note                         |
| -------- | --------- | ------- | ---------- | --------------- | -------------- | ---------------- | ---------------------------- |
| fan1     | 分T       | fan     | condorim   | 1⁄100           | 3,71475 mm     | 0,1463 in        |                              |
| cyun3    | 寸T       | tsun    | ponto      | 1⁄10            | 37,1475 mm     | 1,463 in         | Pollice di Hong Kong e Macao |
| cek3     | 尺T       | chek    | côvado     | 1               | 371,475 mm     | 1.219 in         | Piede di Hong Kong e Macao   |

Questi corrispondono alle misure elencate alla voce "Cina" in Woolhouse 1859.

### Area

#### Unità di superficie cinesi in vigore dal 1915
| Pinyin | Carattere | Valore relativo | Valore metrico | Valore imperiale | Note                            |
| ------ | --------- | --------------- | -------------- | ---------------- | ------------------------------- |
| háo    | 毫T       | 1⁄1000          | 0,6144 mq      | 0,7348 sq yd     |                                 |
| lí     | 釐T, 厘S  | 1⁄100           | 6,144 mq       | 7,348 sq yd      |                                 |
| fēn    | 分T       | 1⁄10            | 61,44 mq       | 73,48 sq yd      |                                 |
| mǔ     | 畝T, 亩S  | 1               | 614,4 mq       | 734,82 sq yd     | Acro cinese = 60 zhàng quadrati |
| qǐng   | 頃T, 顷S  | 100             | 6,144 ettari   | 15,18 acri       | Hide cinese                     |

| Pinyin     | Carattere | Valore relativo | Valore metrico | Valore imperiale | Note         |
| ---------- | --------- | --------------- | -------------- | ---------------- | ------------ |
| fang cùn   | 方寸T     | 1⁄100           | 10,24 cmq      | 1.587 sq in      | cùn quadro   |
| fang chǐ   | 方尺T     | 1               | 0,1024 cmq     | 1.102 sq in      | chǐ quadro   |
| fāng zhàng | 方丈T     | 100             | 10,24 mq       | 110,2 sq in      | zhàng quadro |

#### Unità di superficie cinesi in vigore dal 1930
| Pinyin  | Carattere | Valore relativo | Valore metrico | Valore imperiale        | Note                                                      |
| ------- | --------- | --------------- | -------------- | ----------------------- | --------------------------------------------------------- |
| háo     | 毫T       | 1⁄1000          | 2⁄3 mq         | 7,18 sq ft              |                                                           |
| lí      | 釐T, 厘S  | 1⁄100           | 62⁄3 mq        | 7,973 sq yd             |                                                           |
| shì fēn | 市分T     | 1⁄10            | 662⁄3 mq       | 79,73 sq yd             |                                                           |
| mǔ      | 畝T, 亩S  | 1               | 6662⁄3 mq      | 797,3 sq yd 0,1647 acri | acro cinese 6000 chǐ quadri; 60 zhàng quadri; 1⁄15 ettaro |
| qǐng    | 頃T, 顷S  | 100             | 62⁄3 ettari    | 16,47 acri              | Hide cinese                                               |

| Pinyin     | Carattere | Valore relativo | Valore metrico | Valore imperiale        | Note         |
| ---------- | --------- | --------------- | -------------- | ----------------------- | ------------ |
| fang cùn   | 方寸T     | 1⁄100           | 111⁄9 cmq      | 1,722 sq in             | cùn quadro   |
| fang chǐ   | 方尺T     | 1               | 1⁄9 mq         | 172,2 sq in 1.196 sq ft | chǐ quadro   |
| fāng zhàng | 方丈T     | 100             | 111⁄9 mq       | 119,6 sq ft 13,29 sq yd | zhàng quadro |

#### Unità metriche e altre unità di misura
Le unità di misura metriche e altre unità di lunghezza standard possono essere elevate al quadrato aggiungendo il prefisso 平方S, pingfangP: ad esempio, un chilometro quadrato è 平方公里S, píngfāng gōnglǐP.

#### Unità di area di Macao
| Jyutping | Portoghese | Sinogramma | Valore relativo | Relazione con le unità tradizionali cinesi (Macao) | Valore metrico | Valore imperiale        |
| -------- | ---------- | ---------- | --------------- | -------------------------------------------------- | -------------- | ----------------------- |
| cek3     | côvado     | 尺T        | 1⁄6000          | 1⁄25鋪S                                            | 0,1269 mq      | 1.366 sq ft             |
| pou3     |            | 鋪T        | 1⁄240           | 1⁄4丈S                                             | 3.1725 mq      | 34,15 sq ft 3.794 sq yd |
| zoeng6   | braça      | 丈T        | 1⁄60            | 1⁄6分S                                             | 12.69 mq       | 136,6 sq ft 15,18 sq yd |
| fan1     | condorim   | 分T        | 1⁄10            | 1⁄10畝S                                            | 76.14 mq       | 91,06 sq yd             |
| mau5     | maz        | 畝T, 亩S   | 1               | N.A.                                               | 761.4 mq       | 910,6 sq yd             |

### Volume

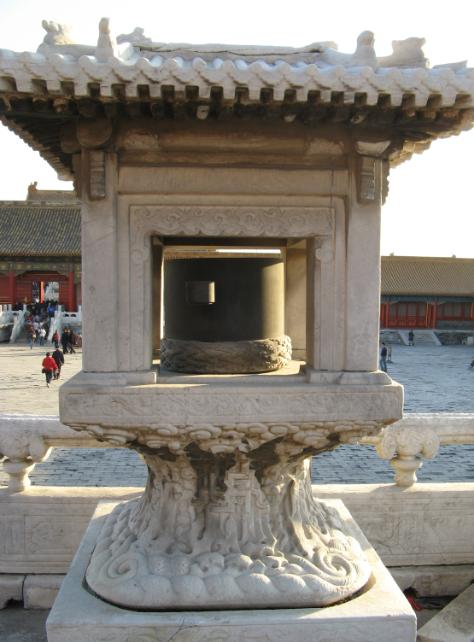
Jialiang nella Città Proibita di Pechino.

Queste unità vengono utilizzate, tra le altre cose, per misurare i chicchi di cereali. In epoca imperiale, lo standard fisico per questi oggetti era il 嘉量T, Jiā liàngP, chia¹-liang⁴W, lett. "Misura [degli] auspici" già citato nel Libro dei riti degli Zhou.

#### Unità di volume cinesi in vigore dal 1915
| Pinyin    | Carattere | Valore relativo | Valore metrico | Valore USA   | Valore britannico | Note |
| --------- | --------- | --------------- | -------------- | ------------ | ----------------- | ---- |
| shào      | 勺T       | 1⁄100           | 10,354688 mL   | 0,3501 fl oz | 0,3644 fl oz      |      |
| gě        | 合T       | 1⁄100           | 103,54688 mL   | 3,501 fl oz  | 3,644 fl oz       |      |
| shēng     | 升T       | 1               | 1,0354688 L    | 2,188 pt     | 1,822 pt          |      |
| dǒu       | 斗T       | 10              | 10,354688 L    | 2,735 gal    | 2,278 gal         |      |
| hú        | 斛T       | 50              | 51,77344 L     | 13,68 gal    | 11,39 gal         |      |
| dàn / shi | 石T       | 100             | 103,54688 L    | 27,35 gal    | 22,78 gal         |      |

#### Unità di volume cinesi in vigore nel 1930
| Pinyin    | Carattere | Valore relativo | Valore metrico | Valore USA        | Valore imperiale  | Note |
| --------- | --------- | --------------- | -------------- | ----------------- | ----------------- | ---- |
| cuō       | 撮T       | 1⁄1000          | 1 ml           | 0,0338 fl oz      | 0,0352 fl oz      |      |
| shào      | 勺T       | 1⁄100           | 10 ml          | 0,3381 fl oz      | 0,3520 fl oz      |      |
| gě        | 合T       | 1⁄10            | 100 ml         | 3,381 fl oz       | 3,520 fl oz       |      |
| shì shēng | 市升T     | 1               | 1 litro        | 2,113 pt          | 1.760 pt          |      |
| shì dǒu   | 市斗T     | 10              | 10 litri       | 21,13 pt 2,64 gal | 17,60 pt 2,20 gal |      |
| shì dàn   | 市石T     | 100             | 100 litri      | 26,41 gal         | 22,0 gal          |      |

#### Unità di volume metriche
Nel caso del volume, lo shēng metrico e quello shìzhì coincidono, essendo lo shēng parificato a un litro come mostrato nella tabella. La parola shēng può essere posposta ai prefissi SI per "milli-", "centi-", ecc. Le unità di volume possono anche essere ottenute da qualsiasi unità di lunghezza standard utilizzando il prefisso 立方S, lìfāngP, lett. "cubico", come in 立方米S, lìfāng mǐP, lett. "Metro-cubo".

#### Unità di volume di Macao
| Jyutping  | Carattere | Relazione con le unità tradizionali cinesi (Macao) | Valore metrico |
| --------- | --------- | -------------------------------------------------- | -------------- |
| cyut3     | 撮S       | 1⁄10甘特S                                          | 1.031 L        |
| gam1 dak6 | 甘特S     | 1⁄10石S                                            | 10.31 L        |
| sek6      | 石S       | N.A.                                               | 103.1 L        |

### Massa
Le seguenti unità vengono utilizzate per misurare la massa degli oggetti anche nel caso di oggetti "monetari" quali oro e argento.

#### Unità di massa cinesi in vigore dal 1915
| Pinyin      | Carattere | Valore relativo | Valore metrico | Valore imperiale | Appunti               |
| ----------- | --------- | --------------- | -------------- | ---------------- | --------------------- |
| háo         | 毫T       | 1⁄10000         | 3.7301 mg      | 0,0001316 oz     |                       |
| lí          | 釐T       | 1⁄1000          | 37.301 mg      | 0,001316 oz      | cashe                 |
| fēn         | 分T       | 1⁄100           | 373.01 mg      | 0,01316 oz       | candarino             |
| qián        | 錢T       | 1⁄10            | 3,7301 g       | 0,1316 oz        | mazza o dramma cinese |
| liǎng       | 兩T       | 1               | 37,301 g       | 1,316 oz         | tael o oncia cinese   |
| jīn / catty | 斤T       | 16              | 596,816 g      | 1.316 lb         | libbra cinese         |

#### Unità di massa cinesi in vigore dal 1930
| Pinyin | Sinogramma | Valore relativo | Valore metrico | Valore britannico | Note                         |
| ------ | ---------- | --------------- | -------------- | ----------------- | ---------------------------- |
| sī     | 絲S        | 1⁄1600000       | 312.5 μg       | 0,00001102 oz     |                              |
| háo    | 毫S        | 1⁄160000        | 3.125 mg       | 0,0001102 oz      |                              |
| lí     | 市釐S      | 1⁄16000         | 31.25 mg       | 0,001102 oz       | cashe                        |
| fēn    | 市分S      | 1⁄1600          | 312.5 mg       | 0,01102 oz        | candarino                    |
| qián   | 市錢S      | 1⁄160           | 3.125 g        | 0.1102 oz         | mazza o dramma cinese        |
| liǎng  | 市兩S      | 1⁄16            | 31.25 g        | 1.102 oz          | tael o oncia cinese          |
| jīn    | 市斤S      | 1               | 500 g          | 1.102 lb          | libbra cinese                |
| dàn    | 擔S        | 100             | 50 kg          | 110.2 lb          | picul o hundredweight cinese |

#### Unità di massa cinesi in vigore dal 1959
| Pinyin | Sinogramma | Valore relativo | Valore metrico | Valore britannico | Note                             |
| ------ | ---------- | --------------- | -------------- | ----------------- | -------------------------------- |
| lí     | 市厘S      | 1⁄10000         | 50 mg          | 0,001764 oz       | cashe                            |
| fēn    | 市分S      | 1⁄1000          | 500 mg         | 0,01764 oz        | candarino                        |
| qián   | 市錢S      | 1⁄100           | 5 g            | 0.1764 oz         | mazza o dramma cinese            |
| liǎng  | 市兩S      | 1⁄10            | 50 g           | 1.764 oz          | tael o oncia cinese              |
| jīn    | 市斤S      | 1               | 500 g          | 1.102 lb          | libbra cinese, uguale a 16 liǎng |
| dàn    | 市擔S      | 100             | 50 kg          | 110.2 lb          | picul o hundredweight cinese     |

#### Misure di massa metriche
La parola cinese per "Grammo" è 克S, kèP cui si possono applicare i prefissi del SI "milli-", "deca-", ecc. La parola d'uso comune per "Chilogrammo" è 公斤S, gōngjīnP, lett. "Un catty/jīn metrico".

#### Misure di massa di Hong Kong e Macau
| Jyutping | Sinogramma | Inglese             | Portoghese | Valore relativo | Rapporto con l'unità cinese tradizionale (Macau) | Valore metrico | Valore britannico | Note                                                                            |
| -------- | ---------- | ------------------- | ---------- | --------------- | ------------------------------------------------ | -------------- | ----------------- | ------------------------------------------------------------------------------- |
| lei4     | 厘S        | li, cash            | liz        | 1⁄16000         | 1⁄10 condorim                                    | 37,79931 mg    | 0,02133 dr        | Non definito a Hong Kong. A Macao il valore può sballare se si divide il catty. |
| fan1     | 分S        | fen, fan, candareen | condorim   | 1⁄1600          | 1⁄10 maz                                         | 377,9936375 mg | 0.2133 dr         | Il valore 377,9931 mg di Macao può sballare se si divide il catty.              |
| cin4     | 錢S        | qian, tsin, mace    | maz        | 1⁄160           | 1⁄10 tael                                        | 3,779936375 g  | 2.1333 dr         | Il valore 3,779931 mg di Macao può sballare se si divide il catty.              |
| loeng2   | 兩S        | liang, leung, tael  | tael       | 1⁄16            | 1⁄16 cate                                        | 37,79936375 g  | 1.3333 oz         | Il valore 37,79931 g di Macao può sballare se si divide il catty.               |
| gan1     | 斤S        | jin, kan, catty     | cate       | 1               | 1⁄100 pico                                       | 604.78982 g    | 1.3333 lb         | Uguale a Hong Kong e Macao.                                                     |
| daam3    | 擔S        | dan, tam, picul     | pico       | 100             | N.A.                                             | 60.478982 kg   | 133.3333 lb       | Uguale a Hong Kong e Macao.                                                     |
|          |            | Ding                |            |                 |                                                  | 1000 kg        |                   |                                                                                 |

#### Misure di massa "troy" di Hong Kong
Il sistema troy è in uso a Hong Kong per i metalli preziosi come argento e oro.
| Jyutping                 | Sinogramma | Valore relativo | Valore metrico | Valore britannico | Note |
| ------------------------ | ---------- | --------------- | -------------- | ----------------- | ---- |
| fēn (candarino) troy     | 金衡分S    | 1⁄100           | 374.29 mg      | 0.096 drt         |      |
| qián (mazza/dramma) troy | 金衡錢S    | 1⁄10            | 3.7429 g       | 0.96 drt          |      |
| liǎng troy               | 金衡兩S    | 1               | 37.429 g       | 1.2 ozt           |      |

### Tempo

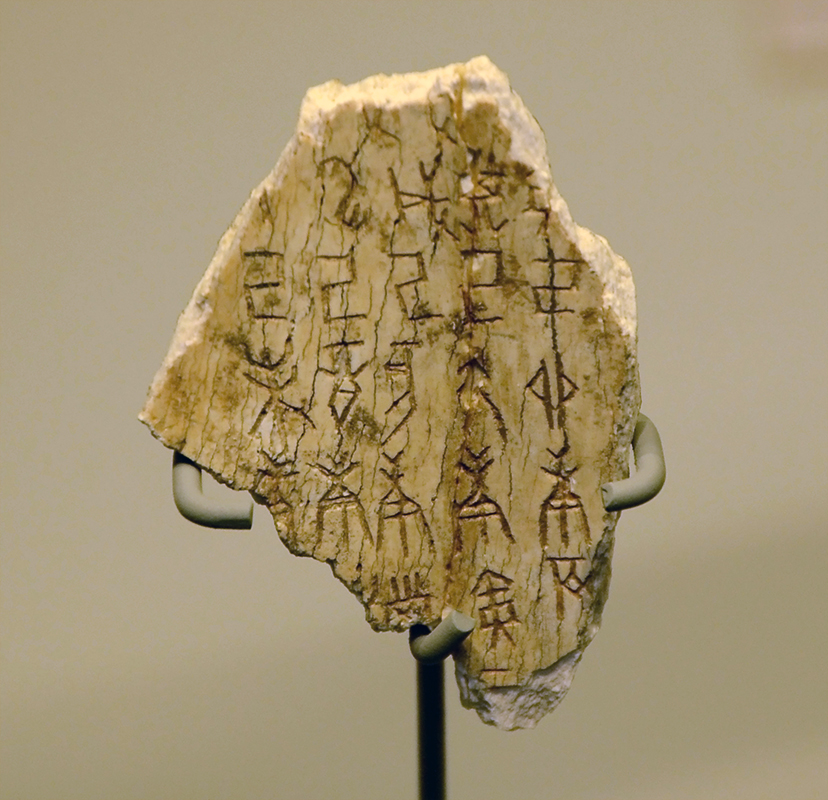
Osso oracolare Shang con primitivo Ganzhi - Musée de Mariemont.

| Pinyin    | Sinogramma   | Valore relativo       | Valore relativo | Valore occidentale   | Valore occidentale  | Note |
| Pinyin    | Sinogramma   | Tradizionale          | Moderno         | Tradizionale         | Moderno             | Note |
| --------- | ------------ | --------------------- | --------------- | -------------------- | ------------------- | --- |
| miǎo      | 秒S          |                       |                 | 144 millisecondi     | 1 secondo           | |
| fēn       | 分S          | 100 miǎo              | 60 miǎo         | 14.4 secondi         | 1 minuto            | |
| kè        | 刻S          | 1 kè piccolo = 10 fēn | 15 fēn          | 2 minuti 24 secondi  | 15 minuti, 1 quarto | Definito come 1⁄96, 1⁄108 o 1⁄120 giorni dalla dinastia Liang (502–557) e fissato a 1⁄96 giorni dalla dinastia Qing. |
| kè        | 刻S          | 1 kè grande = 60 fēn  | 15 fēn          | 14 minuti 24 secondi | 15 minuti, 1 quarto | Definito come 1⁄96, 1⁄108 o 1⁄120 giorni dalla dinastia Liang (502–557) e fissato a 1⁄96 giorni dalla dinastia Qing. |
| diǎn      | 點T, 点S     | 100 fēn               | 60 fēn          | 24 minuti            | 1 ora               | |
| shí       | 時T, 时S     | 8⁄1 kè                | 4 kè            | 2 ore                | 1 ora               | 小時S, xiǎoshíP, lett. "shí minore" è ancora utilizzato per "ora" al fine di evitare ambiguità.                      |
| shí       | 時T, 时S     | (pre-Qin) 10 kè       | 4 kè            | 2 ore 24 minuti      | 1 ora               | 小時S, xiǎoshíP, lett. "shí minore" è ancora utilizzato per "ora" al fine di evitare ambiguità.                      |
| shíchén   | 時辰T, 时辰S | 8⁄1 kè                | -               | 2 ore                | -                   | 小時S, xiǎoshíP, lett. "shí minore" è ancora utilizzato per "ora" al fine di evitare ambiguità.                      |
| shíchén   | 時辰T, 时辰S | (pre-Qin) 10 kè       | -               | 2 ore 24 minuti      | -                   | 小時S, xiǎoshíP, lett. "shí minore" è ancora utilizzato per "ora" al fine di evitare ambiguità.                      |
| xiǎoshí   | 小時T, 小时S | -                     | 60 fēn          | -                    | 1 ora               | 小時S, xiǎoshíP, lett. "shí minore" è ancora utilizzato per "ora" al fine di evitare ambiguità.                      |
| rì / tiān | 日/天        | 12 shíchén            | 24 xiǎoshí      | 24 ore               | 24 ore              | 1 giorno |

### Esplicative
1. ↑  Le misure presenti in tabella sono tutte riprese da Schinz 1996.

### Bibliografiche
1. 1 2 3 4 5 6 7  (ZH) 權度法S, Quándù FǎP, in 政府公報S, Zhèngfǔ GōngbàoP, lett. "Gazzetta governativa", vol. 957, Pechino, Ufficio della presidenza, 7 gennaio 1915,  pp. 85-94.
2. 1 2  (EN) The Weights and Measures Act: Legislative History, su law.moj.gov.tw, Ministero della giustizia della Repubblica popolare cinese.
3. 1 2 3 4 5 6 7  (EN) The Weights and Measures Act (1929), su lis.ly.gov.tw, Legislative Yuan. URL consultato il 4 aprile 2025 (archiviato dall'url originale il 25 aprile 2014).
4. 1 2  (JA) 尺貫法(しゃっかんほう)とは, su コトバンク. URL consultato il 30 settembre 2019.
5. 1 2  (EN) Gari Ledyard, Cartography in Korea (PDF), in J.B. Harley [et al.] (a cura di), The History of Cartography, Vol. II, Book II: Cartography in the Traditional East and Southeast Asian Societies, University of Chicago Press, 1994,  pp. 235–345.
6. 1 2 3 4 5  (ZH) Gazzetta del Consiglio di Stato della Repubblica popolare cinese, vol. 180, 1959,  pp. 311-312.
7. 1 2 3  (EN) Tonio Andrade, Appendix A: Weights, Measures, and Exchange Rates, in How Taiwan Became Chinese: Dutch, Spanish, and Han Colonization in the Seventeenth Century, Columbia University Press, 2005.
8. 1 2 3 4 5  (EN) Cap. 68 Weights and measures ordinance, su elegislation.gov.hk.
9. 1 2  Shiji, v. 1 Cronache dei Cinque Imperatori - cronaca di Yao.
10. ↑  Xiao Erya, cap. 11-13.
11. ↑  (EN) Yoav Ariel (a cura di), K’ung-ts’ung-tzu: A Study & Translation of Chapters 15–23 with a Reconstruction of the Hsiao Erh-ya Dictionary, Sinica Leidensia, n. 35, BRILL, 1995.
12. ↑  Shiji, v. 2 Cronaca della Dinastia Xia - cronaca di Yu.
13. ↑  Qiu 2016, pp. 7-13.
14. 1 2 3 4  (EN) Endymion Wilkinson, Chinese History: A Manual, 2. ed., Harvard University Asia Center, 2000,  pp. 244–245, ISBN 978-0-674-00249-4.
15. 1 2  Lewis 2007, pp. 53-54.
16. ↑  Qiu 2016, pp. 21-61.
17. ↑  (EN) Mark Edward Lewis, The City-State in Spring-and-Autumn China, in Mogens Herman Hansen (a cura di), A Comparative Study of Thirty City-State Cultures: An Investigation, vol. 21, Copenhagen, The Royal Danish Society of Arts and Letters, 2000,  pp. 359–374, ISBN 978-8778761774.
18. 1 2  (EN) David N. Keightley, Sources of Shang history : the oracle-bone inscriptions of Bronze Age China, Berkeley, University of California Press, 1978, ISBN 0-520-02969-0.
19. ↑  Qiu 2016, pp. 15-19.
20. ↑  (EN) Mark Edward Lewis, The Early Chinese Empires: Qin and Han, Londra, Belknap, 2007, ISBN 978-0-674-02477-9.
21. ↑  Kakinuma 2022, pp. 132-133.
22. ↑  (EN) Mark Edward Lewis, Writing and Authority in Early China, State University of New York Press, 1999, DOI:10.1353/pew.2001.0006, ISBN 978-0-7914-4114-5.
23. ↑  (EN) Xigui Qiu, Chinese Writing, traduzione di Gilbert L. Mattos e Jerry Norman, Early China Special Monograph Series, vol. 4, Berkeley, Society for the Study of Early China, University of California, 2000  [1988],  pp. 70-100, ISBN 978-1-55729-071-7.
24. 1 2 3  Dubs 1938, pp. 276-280.
25. 1 2 3  Dubs 1955, p. 160, n. 7.
26. 1 2 3  Hulsewé 1961, pp. 206-207.
27. ↑  Qiu 2016, pp. 63-91.
28. 1 2  (ZH) 《漢書》 百官公卿表, su ctext.org.
29. ↑  (EN) Mark Edward Lewis, China's Cosmopolitan Empire: The Tang Dynasty, Harvard University Press, 2012  [2009], ISBN 978-0-674-03306-1.
30. ↑  Qiu 2016, pp. 111-123.
31. ↑  (EN) Li Kangying, The Ming Maritime Trade Policy in Transition, 1368 to 1567, Otto Harrassowitz, 2010.
32. ↑  (EN) Hugh R. Clark, Quanzhou (Fujian) during the Tang-Song Interregnum, 879-978, in T'oung Pao, vol. 68, n. 1-3, Brill, 1982,  pp. 132-149. URL consultato il 25 febbraio 2024.
33. ↑  (EN) Lianmao Wang, Return to the City of Light: Quanzhou, an eastern city shining with the splendour of medieval culture, Fujian People's Publishing House, 2000,  p. 14.
34. ↑  Needham e Wang 1995, pp. 438-439.
35. ↑   Natan Sivin, Science in Ancient China. Researches and Reflections (PDF), Aldershot, Variorum, 1995,  pp. 22-26.
36. ↑  (EN) William Rowe, China's Last Empire - The Great Qing, Harvard University Press, 2010,  p. 211, ISBN 9780674054554.
37. ↑  Westad 2012, p. 11.
38. 1 2  (EN) J.K. Fairbank e S.Y. Têng, On the Ch'ing Tributary System, in Harvard Journal of Asiatic Studies, vol. 6, n. 2, 1941,  pp. 135-246, DOI:10.2307/2718006, JSTOR 2718006.
39. ↑  (EN) I.S. Brunnert e V.V. Hagelstrom, Present Day Political Organization of China, Kelly and Walsh, 1912,  p. 413.
40. ↑  (EN) V.H. Li, Law and Politics in China's Foreign Trade, Asian law series, University of Washington Press, 1977, ISBN 978-0-295-80387-6.
41. ↑  Po 2013, pp. 174, 183 e 200–201.
42. ↑  Po 2013, pp. 149-150.
43. 1 2 3 4  Croci 1830, p. 43.
44. ↑  Qiu 2016, pp. 181 e ss.
45. ↑  (EN) John King Fairbank, Trade and Diplomacy on the China Coast: The Opening of the Treaty Ports, 1842–1854, 2 v., Harvard University Press, 1953.
46. ↑  (EN) Ssu-yü Têng, Chang Hsi and the Treaty of Nanking, 1842, University of Chicago Press, 1944.
47. ↑   The "Century of Humiliation," Then and Now: Chinese Perceptions of the International Order, in Pacific Focus, vol. 25, 2010,  pp. 1-33, DOI:10.1111/j.1976-5118.2010.01039.x.
48. ↑  (EN) Zhu Weizheng, Rereading Modern Chinese History, BRILL, 23 aprile 2015,  p. 305 e s, ISBN 978-90-04-29331-1.
49. ↑  (EN) Emily Hahn, China Only Yesterday: 1850–1950: A Century of Change, Open Road Media, 2015,  pp. 191 e s, ISBN 978-1-5040-1628-5..
50. ↑  (EN) Weights and Measures Ordinance (1844), su Historical Laws of Hong Kong Online.
51. ↑  (EN) Weights and Measures Ordinance (1885), su Historical Laws of Hong Kong Online.
52. ↑  (EN) Asian Profile, Asian Research Service, 2003.
53. ↑  (EN) Carlos Yu-Kai Lin e Victor H. Mair, Remembering May Fourth: The Movement and its Centennial Legacy, BRILL, 2 marzo 2020,  pp. 4 e s., ISBN 978-90-04-42488-3.
54. ↑  (EN) Immanuel Chung-Yueh Hsu, 2. Late Ch'ing foreign relations, 1866–1905, in Fairbank e Liu 1980, pp. 70-141.
55. ↑  (EN) Yen-P'ing Hao e Erh-min Wang, 3. Changing Chinese views of Western relations, 1840–95, in Fairbank e Liu 1980, pp. 142-201.
56. ↑  (EN) William Woodville Rockhill, China's intercourse with Korea from the XVth century to 1895, Londra, Luzac & Co., 1905,  p. 5. URL consultato il 19 febbraio 2011.
57. ↑  (EN) BPMI China, su www1.bipm.org.
58. ↑  (ZH) Decreto del Consiglio di Stato sull'uso di un sistema di misure uniforme nel paese (archiviato dall'url originale il 9 aprile 2015).
59. ↑  (EN) Metrication, in Yearbook HK.
60. 1 2 3 4 5  (ZH) 第14/92/M號法律 [Legge n. 14/92/M].
61. ↑  Qiu e Zhang 2005.
62. ↑  (EN) Nancy Shatzman Steinhardt, Chinese Architecture, Yale University Press, 2016, ISBN 978-0-300-09559-3.
63. 1 2  Schinz 1996, p. 476.
64. ↑  Hill 2015.
65. ↑  (ZH) Commissione editoriale del Dizionario della monetazione cinese (a cura di), 先秦篇S, lett. "Periodo pre-Qin", in 中国钱币大辞典S, lett. "Dizionario della monetazione cinese", Zhonghua Book Company, 1995, ISBN 9787101012415.
66. ↑  The Weights and Measures Act (1929), art. 5.
67. 1 2 3  Croci 1830, p. 46.
68. 1 2 3  Croci 1830, p. 78.
69. 1 2  Croci 1830, pp. 91 e 93.
70. ↑  (EN) Nachum Dershowitz e Edward M. Reingold, Calendrical calculations, 4. ed. definitiva, Cambridge University Press, 2018  [1997],  p. 207.

### Fonti
- (ZH) 禮記T, 礼记S, LǐjìP, lett. "Libro dei riti".
- (ZH) Kong Fu, 小爾雅T, 小尔雅S, Xiǎo ĚryǎP, Hsiao Erh-yaW, III secolo a.C.
- (ZH) Sima Tan e Sima Qian, 史記T, ShǐjìP, lett. "Memorie storiche/di uno storico", 二十四史S, Èrshísì ShǐP, lett. "Ventiquattro Storie", II secolo a.C..

### Studi
Specifici
- (ZH) Jin Cao [et al.], Chinese, Japanese and Western Research in Chinese Historical Metrology: A Classified Bibliography (1925-2012), Tubinga, Institute for Chinese and Korean Studies at the University of Tübingen, 2012.
- (EN) Homer H. Dubs, The History of the Former Han Dynasty by Pan Ku. Vol. 1., a cura di Homer H. Dubs, Baltimore, Waverly Press, Inc., 1938.
- (EN) Homer H. Dubs, The History of the Former Han Dynasty by Pan Ku. Vol. 3., a cura di Homer H. Dubs, Ithaca, New York, Spoken Languages Services, Inc., 1955.
- (EN) John E. Hill, About the Measurements, pp. xxiii-xxiv, in Through the Jade Gate - China to Rome: A Study of the Silk Routes 1st to 2nd Centuries CE. Vol., Charleston, South Carolina, I. John E. Hill. CreateSpace, 2015, ISBN 978-1-5006-9670-2.
- (EN) A.F.P. Hulsewé, T'oung pao Archives, in Han measures, XLIX, n. 3, 1961,  pp. 206-207.
- (EN) Guangming Qiu, The History of Ancient Chinese Measures and Weights, ATF Ltd., 2016.
- (EN, ZH) Guangming Qiu, 中国古代计量史图鉴S, Zhōngguó Gǔdài Jìliàng Shǐ TújiànP, lett. "Storia concisa delle antiche misure e pesi cinesi", a cura di Yanming Zhang, Hefei, Hefei University Press, 2005, ISBN 7-81093-284-5.
- (EN) Alfred Schinz, The magic square: cities in ancient China, Edition Axel Menges, 1996, ISBN 3-930698-02-1.
- (ZH) Chenglou Wu, 中國度量衡史S, Zhōngguó Dùliànghéng ShǐP, lett. "Storia delle unità di misure cinesi", 3. ed., 1993  [1937].

Consultazione
- (EN) Patricia Buckley Ebrey, Anne Walthall e James B. Palais, East Asia: A Cultural, Social, and Political History, Boston, Houghton Mifflin, 2006, ISBN 978-0-618-13384-0.
- (EN) Debin Ma e Richard von Glahn (a cura di), The Cambridge Economic History of China, 1: To 1800, Cambridge University Press, 2022, ISBN 978-1-108-42557-5.
  - (EN) Yōhei Kakinuma, Money, markets, and merchants, in Ma e von Glahn 2022, pp. 131-165, 2022.
- Joseph Needham e Wang Ling, Volume 3 Mathematics and the Sciences of the Heavens and the Earth, Science and Civilisation in China, Cambridge University Press, 1995  [1959], ISBN 0-521-05801-5.
- (EN) Chung-yam Po, Conceptualizing the Blue Frontier: The Great Qing and the Maritime World in the Long Eighteenth Century (PDF), [Tesi], Ruprecht-Karls-Universität Heidelberg, 2013.
- (EN) Odd Arne Westad, Restless Empire: China and the World since 1750, New York, Basic Books, 2012, ISBN 9780465019335.

### Compendi
- Giovanni Croci, Dizionario universale dei pesi e delle misure in uso presso gli Antichi e i Moderni, con ragguaglio ai pesi e misure del sistema metrico (PDF), Milano, 1830.
- Michelangelo Fazio, Dizionario e manuale delle unità di misura, Zanichelli, 1985.
- (EN) S. Wells Williams e John Robert Morrison, A Chinese commercial guide : consisting of a collection of details and regulations respecting foreign trade with China, sailing directions, tables, [etc.], 4. ed. rivista e ampliata, 1856.
- (EN) W.S.B. Woolhouse, The Measures, Weights, & Moneys of All Nations (And an Analysis of the Christian, Hebrew, and Mahometan Calendars, J. Weale, 1859.